# Markku Siponen
Markku Sakari Siponen, född 1979 i Kiuruvesi, är en finländsk politiker (Centern). Han är ledamot av Finlands riksdag sedan 2023.
Siponen blev invald i riksdagen i riksdagsvalet 2023 med 5 539 röster från Savolax-Karelens valkrets.